# ساموئل والیس

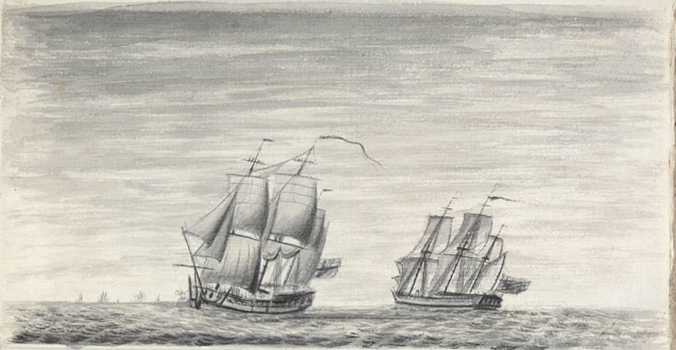
طراحی از کشتی‌های دلفین وسوآلو (پرستو) اثر ساموئل والیس در حوالی ۱۷۶۷

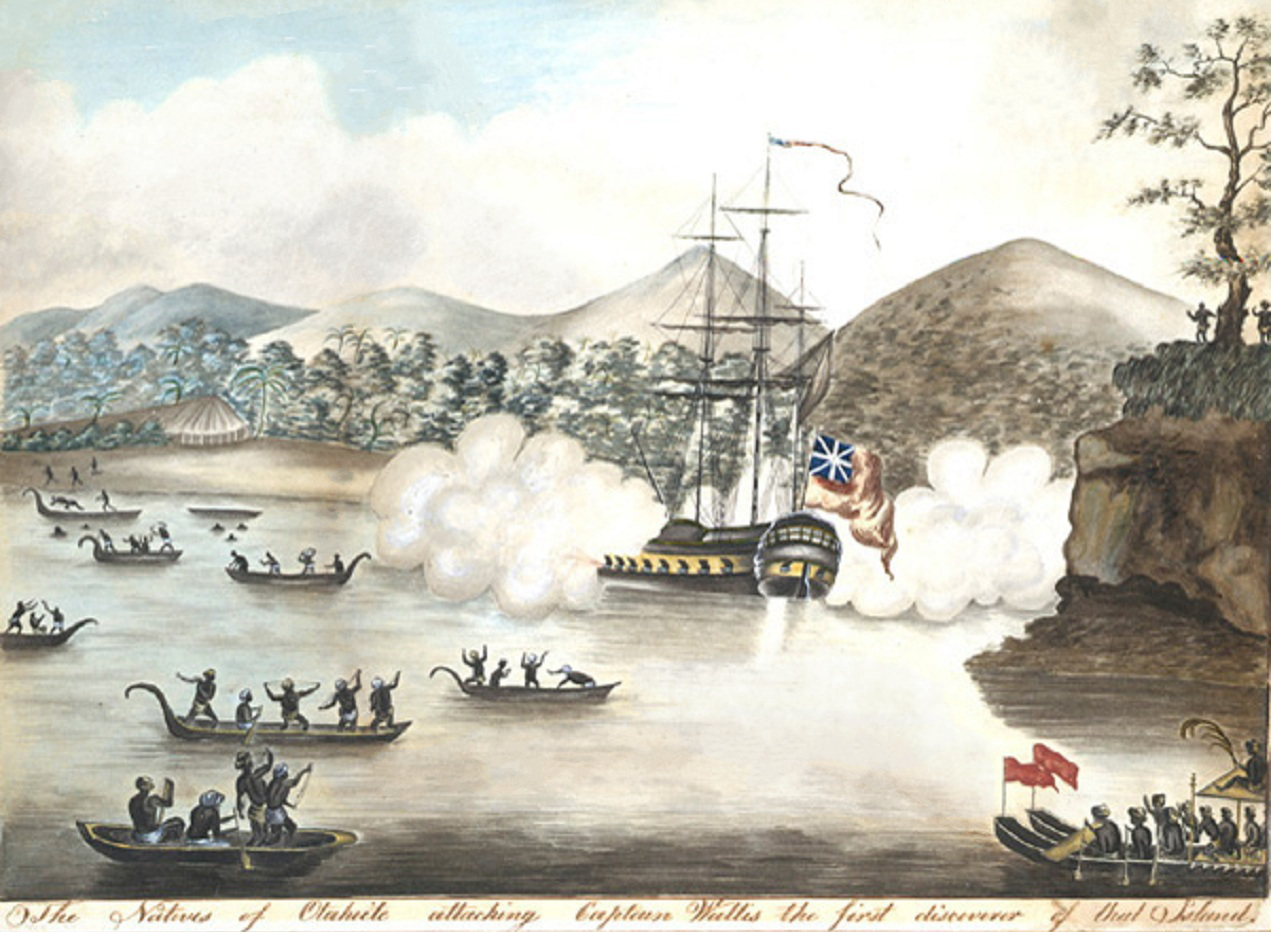

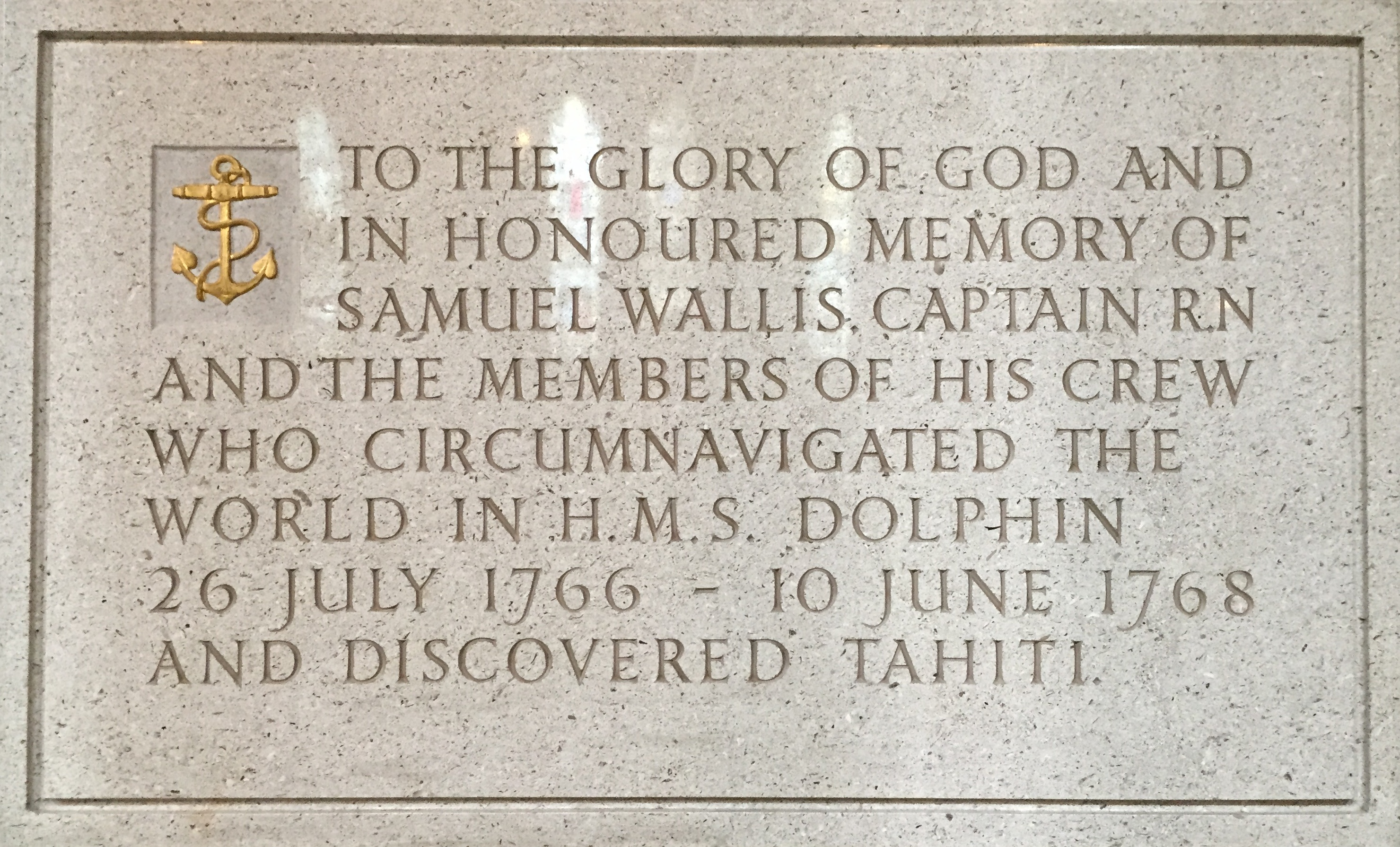
یادواره ساموئل والیس و افرادش در کلیسای جامع ترورو، کورن وال.

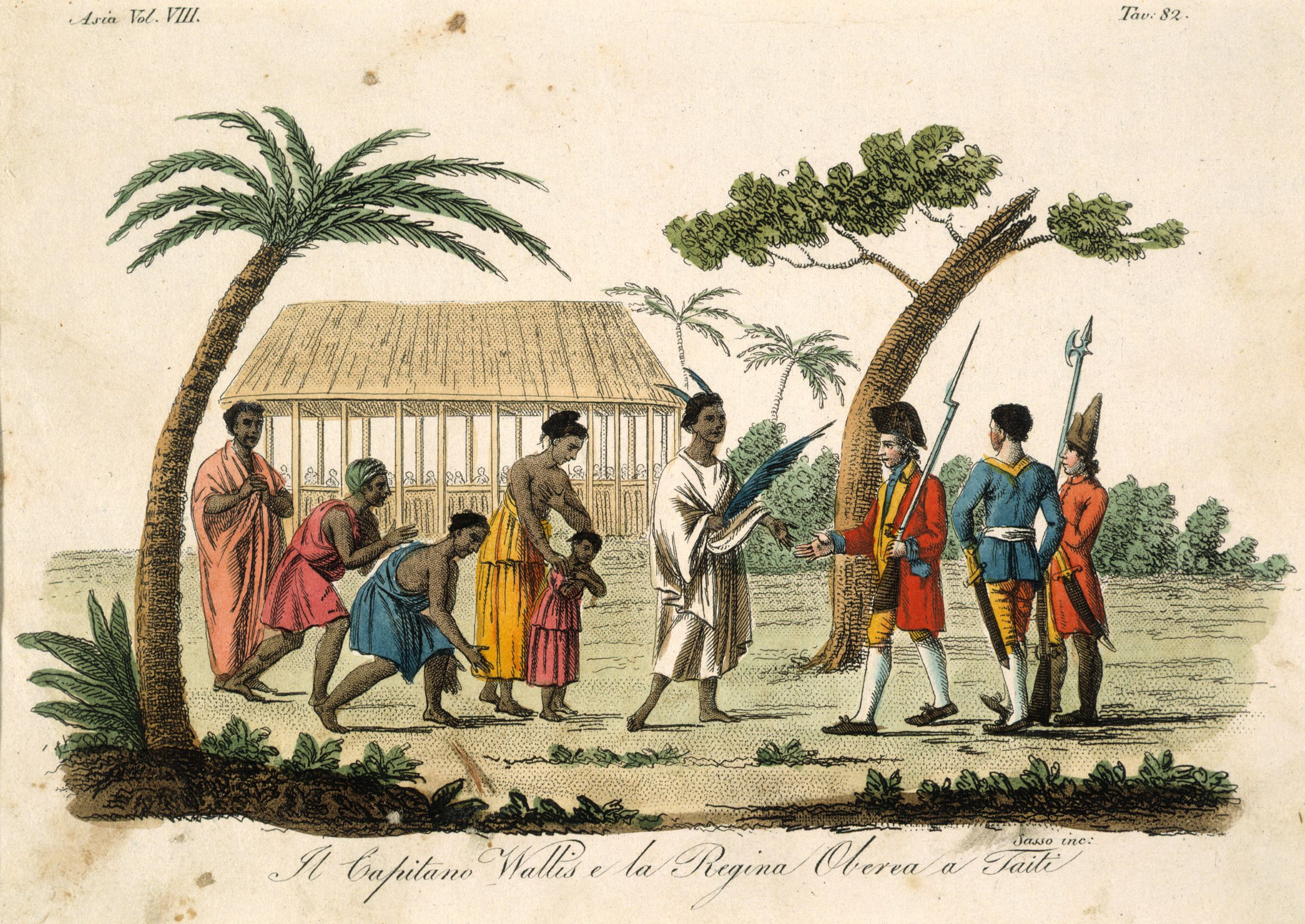
ملاقات ساموئل والیس و ملکه اوبریا در تاهیتی.

ساموئل والیس (زاده ۲۳ آوریل ۱۷۲۸ – درگذشته ۲۱ ژانویه ۱۷۹۵ در لندن) افسر نیروی دریایی بریتانیا و کاوشگر اقیانوس آرام بود. وی اولین کاوشگر اروپایی است که بازدبد او از تاهیتی به ثبت رسیده است.

## زندگی‌نامه
والیس در مزرعه فنتن وون، نزدیک کملفورد، کورنوال به دنیا آمد. او زیر نظر جان بایرون خدمت نمود. در سال ۱۷۵۷، او به درجه کاپیتان ارتقا یافته و فرماندهی کشتی اچ‌ام‌اس دلفین منصوب شد و به عنوان فرمانده به همراه فیلیپ کارترت که فرمانده کشتی اچ‌ام‌اس سوآلو (پرستو) بود، مأموریتی برای سفر به دور زدن کره زمین به او داده شد.
بر طبق گزارش‌های مطبوعات آن زمان، والیس همچنین وظیفه کشف سرزمین ناشناخته جنوبی را نیز بر عهده داشت. این دو کشتی اندکی پس از عبور از تنگه ماژلان بر اثر طوفان از هم جدا شدند. در ماه ژوئن ۱۷۶۷، این
کاوشگری اولین اروپایی‌ها را به تاهیتی رساند، جزیره ای که والیس به افتخار پادشاه وقت بریتانیای کبیر آن را «جزیره شاه جرج سوم» نامید.
در این زمان والیس بیماربود و در کابینش ماند، بنابراین ستوان توبایاس فورنو اولین کسی بود که پا بر جزیره گذاشت، پرچم بریتانیا را بر فراز بلندی نصب کرده و جزیره را به نام اعلیحضرت پادشاه تسخیر نمود. او تاهیتی را دارای آب و هوای بسیار خوب و این جزیره را «یکی از سالم‌ترین و دل پذیرترین نقاط جهان» توصیف نمود.
کشتی اچ ام اس دلفین بیش از یک ماه در خلیج ماتاوای در تاهیتی ماند.والیس در ادامه نام پنج جزیره دیگر را در جزایر انجمن و شش جزیره مرجانی در مجمع الجزایر توآموتو را نامگذاری نمود (تغییر نام داد) و همچنین مکان رونگریک و رانگلپ در جزایر مارشال را تأیید کرد. وی قبل از رسیدن به تینیان در جزایر ماریانا، جزیره پُلی‌نِزیایی اووآ را به نام خودش والیس تغییر نام داد. او سپس به حرکت به سوی باتاویا (هند شرقی هلند) ادامه داد، جایی که بسیاری از افرادش بر اثر اسهال خونی جان باختند، سپس از طریق دماغه امید نیک به انگلستان ادامه سفر داده و در نهایت در ماه مه ۱۷۶۸ وارد انگلستان شد.
پس از بازگشت به انگلستان،والیس توانست اطلاعات مفیدی را به جیمز کوک، که قرار بود به زودی سفری کاوشی به اقیانوس آرام داشته باشد، را منتقل کند و برخی از خدمه اچ ام اس دلفین نیز با جیمز کوک دریانوردی نمودند. اگرچه کوک گزارشی رسمی از سفر والیس به دور دنیا را همراه خود داشت، اما معلوم نیست که آیا این دو قبل از عزیمت کوک در اوت ۱۷۶۸ ملاقات کردند یا خیر.
در سال ۱۷۸۰، والیس به عنوان سمت ناظر عالی نیروی دریایی سلطنتی منصوب شد.

## یادداشت
- مشارکت‌کنندگان ویکی‌پدیا. «Samuel Wallis». در دانشنامهٔ ویکی‌پدیای انگلیسی، بازبینی‌شده در ۱۶ ژوئیه ۲۰۲۴.

1. 1 2 3  Quanchi, Historical Dictionary of the Discovery and Exploration of the Pacific Islands, p. 248
2. ↑  The Public Ledger and The Gazetteer, 5 July 1766.
3. ↑  John Hawkesworth, An Account of the Voyages Undertaken by the Order of His Present Majesty for Making Discoveries in the Southern Hemisphere, Chapter VIII, p. 313